# Liste de jeux Wii U
La liste de jeux Wii U répertorie les jeux vidéo disponibles sur la console Wii U, distribués par des professionnels, sur le circuit commercial traditionnel, toutes régions confondues.
Remarques :
- Certains des jeux nommés ci-dessous sont encore en développement et peuvent donc changer de nom ou être annulés ;
- Par souci de cohérence avec le reste de Wikipédia en français, il est utile de mettre les appellations françaises si le jeu possède un titre francophone ;
- Cette liste répertorie uniquement des jeux distribués sur le circuit commercial traditionnel, c'est-à-dire en version physique boite.

Légende :
- Exclu = Exclusivité Wii U.
- AN = sorti uniquement en Amérique du Nord.
- J  = sorti uniquement au Japon.

- Haut – A
- B
- C
- D
- E
- F
- G
- H
- I
- J
- K
- L
- M
- N
- O
- P
- Q
- R
- S
- T
- U
- V
- W
- X
- Y
- Z

| Titre                                                        | Genre(s)                                 | Éditeur(s)                                          | Développeurs(s)                              | Sortie (NTSC)     | Sortie (NTSC)     | Sortie (PAL)      | Ref.   |
| Titre                                                        | Genre(s)                                 | Éditeur(s)                                          | Développeurs(s)                              | Japon             | Amérique Nord     | Europe            | Ref.   |
| ------------------------------------------------------------ | ---------------------------------------- | --------------------------------------------------- | -------------------------------------------- | ----------------- | ----------------- | ----------------- | ------ |
| 007 Legends                                                  | FPS                                      | Activision                                          | Eurocom                                      | NC                | 11 décembre 2012  | 30 novembre 2012  | [ 1 ]  |
| Adventure Time : Explore le donjon et pose pas de question ! | Action-Aventure RPG                      | D3 Publisher                                        | WayForward Technologies                      | NC                | 19 novembre 2013  | 13 décembre 2013  | [ 2 ]  |
| Adventure Time : Finn et Jake mènent l'enquête               | Action-Aventure RPG                      | Little Orbit                                        | Vicious Cycle Software                       | NC                | 20 octobre 2015   | 6 novembre 2015   | [ 3 ]  |
| Angry Birds Star Wars                                        | Artillerie Puzzle                        | Activision                                          | Rovio Entertainment                          | NC                | 29 octobre 2013   | 1er novembre 2016 | [ 4 ]  |
| Angry Birds Trilogy                                          | Artillerie Puzzle                        | Activision                                          | Rovio Entertainment                          | NC                | 13 août 2013      | 16 août 2013      | [ 5 ]  |
| Animal Crossing: Amiibo Festival                             | Party game                               | Nintendo                                            | Nintendo EPD Nd Cube                         | 21 novembre 2015  | 13 novembre 2015  | 20 novembre 2015  | [ 6 ]  |
| Art Academy                                                  | Art                                      | Nintendo                                            | Headstrong Games                             | NC                | NC                | 6 août 2010       | [ 7 ]  |
| Assassin's Creed III                                         | Action-Aventure Infiltration             | Ubisoft                                             | Ubisoft Montréal Ubisoft Québec              | 8 décembre 2013   | 18 novembre 2012  | 30 novembre 2012  | [ 8 ]  |
| Assassin's Creed IV Black Flag                               | Action-Aventure Infiltration             | Ubisoft                                             | Ubisoft Montréal Ubisoft Québec              | 28 novembre 2013  | 29 octobre 2013   | 29 octobre 2013   | [ 9 ]  |
| Baila Latino                                                 | Rythme                                   | 02 Games                                            | 02 Games                                     | NC                | 28 mai 2015       | 21 mai 2015       | [ 10 ] |
| Barbie Dreamhouse Party                                      | Party game                               | Little Orbit Namco Bandai Games                     | Little Orbit                                 | NC                | 19 novembre 2013  | 22 novembre 2013  | [ 11 ] |
| Barbie et ses sœurs : La Grande Aventure des chiots          | Action-Aventure                          | Little Orbit                                        | Little Orbit                                 | NC                | 3 novembre 2015   | 19 novembre 2015  | [ 12 ] |
| Batman: Arkham City - Armored Edition                        | Action-Aventure                          | Warner Bros.                                        | WB Games Montréal                            | NC                | 18 novembre 2012  | 30 novembre 2012  | [ 13 ] |
| Batman: Arkham Origins                                       | Action-Aventure                          | Warner Bros.                                        | WB Games Montréal                            | 25 octobre 2013   | 25 octobre 2013   | 8 novembre 2013   | [ 14 ] |
| Bayonetta                                                    | Beat them all                            | Nintendo                                            | PlatinumGames                                | 20 septembre 2014 | 24 octobre 2014   | 24 octobre 2014   | [ 15 ] |
| Bayonetta 2                                                  | Beat them all                            | Nintendo                                            | PlatinumGames Nintendo SPD                   | 20 septembre 2014 | 24 octobre 2014   | 24 octobre 2014   | [ 16 ] |
| Ben 10: Omniverse                                            | Beat them all                            | D3 Publisher                                        | Vicious Cycle Software                       | NC                | 18 novembre 2012  | 30 novembre 2012  | [ 17 ] |
| Ben 10: Omniverse 2                                          | Beat them all                            | D3 Publisher                                        | Vicious Cycle Software                       | NC                | 5 novembre 2013   | 22 novembre 2013  | [ 18 ] |
| Brunswick Pro Bowling                                        | Sport                                    | 505 Games                                           | FarSight Studios                             | NC                | 21 janvier 2016   | NC                |        |
| Cabela's Dangerous Hunts 2013                                | Sport                                    | Activision                                          | Cauldron                                     | NC                | 4 décembre 2012   | 4 décembre 2012   |        |
| Call of Duty: Black Ops II                                   | FPS                                      | Activision                                          | Treyarch                                     | 13 novembre 2012  | 13 novembre 2012  | 13 novembre 2012  | [ 19 ] |
| Call of Duty: Ghosts                                         | FPS                                      | Activision                                          | Treyarch                                     | 5 novembre 2013   | 5 novembre 2013   | 5 novembre 2013   |        |
| Captain Toad: Treasure Tracker                               | Plates-formes                            | Nintendo                                            | 1-UP Studio Nintendo EAD Tokyo               | 13 novembre 2014  | 5 décembre 2014   | 2 janvier 2015    |        |
| Cars 3 : Course vers la victoire                             | Course                                   | Warner Bros. Games                                  | Avalanche Software                           | 20 juillet 2017   | 13 juin 2017      | 14 juillet 2017   | [ 20 ] |
| Darksiders II                                                | Action-Aventure Beat them all            | THQ                                                 | Vigil Games                                  | NC                | 18 novembre 2012  | 30 novembre 2012  |        |
| Darksiders: Warmastered Edition                              | Action-Aventure Beat them all            | Nordic Games                                        | Nordic Games                                 | 23 mai 2017       | 23 mai 2017       | 23 mai 2017       | [ 21 ] |
| Deus Ex: Human Revolution Director's Cut                     | FPS Infiltration RPG                     | Square Enix                                         | Eidos Montréal                               | 6 septembre 2011  | 23 août 2011      | 25 octobre 2013   |        |
| Devil's Third                                                | FPS Hack 'n' slash                       | Nintendo                                            | Nintendo SPD Valhalla Game Studios           | 4 août 2015       | 11 décembre 2015  | 28 août 2015      |        |
| Disney's DuckTales Remastered                                | Plates-formes                            | Capcom                                              | WayForward Technologies                      | NC                | 12 novembre 2013  | NC                |        |
| Disney Infinity                                              | Action-Aventure                          | Disney Interactive Studios                          | Avalanche Software                           | 28 novembre 2013  | 18 août 2013      | 23 août 2013      |        |
| Donkey Kong Country: Tropical Freeze                         | Plates-formes                            | Nintendo                                            | Retro Studios                                | 13 février 2014   | 21 février 2014   | 21 février 2014   |        |
| Epic Mickey : Le Retour des héros                            | Aventure Plate-formes                    | Disney Interactive Studios                          | Junction Point Studios                       | NC                | 18 novembre 2012  | 21 novembre 2012  | [ 22 ] |
| Family Party: 30 Great Games Obstacle Arcade                 | Party game                               | D3 publisher                                        | Art Co., Ltd                                 | 20 décembre 2012  | 4 décembre 2012   | 30 novembre 2012  |        |
| FIFA 13                                                      | Sport                                    | EA Sports                                           | EA Canada                                    | 18 octobre 2012   | 25 septembre 2012 | 27 septembre 2012 |        |
| Finding Teddy II                                             | Action-aventure                          | JoshProd PixelHeart                                 | Storybird                                    | NC                | NC                | 29 mai 2020       |        |
| Funky Barn                                                   | Simulation économique                    | 505 Games                                           | Tantalus Media                               | NC                | 18 novembre 2012  | 30 novembre 2012  |        |
| Game and Wario                                               | Party game                               | Nintendo                                            | Intelligent Systems Nintendo SPD             | 28 mars 2013      | 23 juin 2013      | 28 juin 2013      |        |
| Guitar Hero Live                                             | Rythme                                   | Activision                                          | FreeStyle Games                              | NC                | 20 octobre 2015   | 20 octobre 2015   |        |
| Hello Kitty Kruisers                                         | Course                                   | Bergsala Lightweight                                | Scarab Entertainment                         | NC                | 21 mars 2014      | 6 novembre 2015   |        |
| Hot Wheels : Meilleur pilote mondial                         | Course                                   | Warner Bros. Interactive Entertainment Mattel Games | Firebrand Games                              | NC                | 17 septembre 2013 | 27 septembre 2013 |        |
| Hyrule Warriors                                              | Action Hack 'n' slash                    | Nintendo Tecmo Koei                                 | Omega Force Team Ninja                       | 14 août 2014      | 26 septembre 2014 | 19 septembre 2014 |        |
| Injustice : Les dieux sont parmi nous                        | Combat                                   | Warner Bros.                                        | NetherRealm Studios                          | NC                | 16 avril 2013     | 17 avril 2013     | [ 23 ] |
| Jeopardy!                                                    | Réflexion                                | THQ                                                 | Pipeworks Software                           | NC                | 14 décembre 2012  | NC                |        |
| Jett Tailfin                                                 | Course                                   | HR Games                                            | Hoplite Research Ilusis Interactive Graphics | NC                | 7 août 2014       | 30 octobre 2014   |        |
| Just Dance 4                                                 | Rythme                                   | Ubisoft                                             | Ubisoft                                      | NC                | 18 novembre 2012  | 30 novembre 2012  |        |
| Just Dance 2014                                              | Rythme                                   | Ubisoft                                             | Ubisoft                                      | NC                | 9 octobre 2013    | 2 octobre 2013    |        |
| Just Dance 2015                                              | Rythme                                   | Ubisoft                                             | Ubisoft                                      | NC                | 21 octobre 2014   | 23 octobre 2014   |        |
| Just Dance 2016                                              | Rythme                                   | Ubisoft                                             | Ubisoft                                      | NC                | 20 octobre 2015   | 23 octobre 2015   |        |
| Just Dance 2017                                              | Rythme                                   | Ubisoft                                             | Ubisoft                                      | NC                | 25 octobre 2016   | 28 octobre 2016   | [ 24 ] |
| Just Dance 2018                                              | Rythme                                   | Ubisoft                                             | Ubisoft                                      | NC                | 24 octobre 2017   | 26 octobre 2017   | [ 25 ] |
| Just Dance 2019                                              | Rythme                                   | Ubisoft                                             | Ubisoft                                      | NC                | 23 octobre 2018   | 25 octobre 2018   | [ 26 ] |
| Just Dance: Disney Party 2                                   | Rythme                                   | Ubisoft                                             | Ubisoft                                      | NC                | 20 octobre 2015   | 23 octobre 2015   | [ 27 ] |
| Just Dance Kids 2014                                         | Rythme                                   | Ubisoft                                             | Ubisoft                                      | NC                | 22 octobre 2013   | 25 octobre 2013   |        |
| Just Dance Wii U                                             | Rythme                                   | Nintendo                                            | Ubisoft                                      | 3 avril 2014      | NC                | NC                |        |
| Kamen Rider: Battride War II                                 | Action-RPG Hack 'n' slash                | Bandai Namco Games                                  | Eighting                                     | 26 juin 2014      | NC                | NC                |        |
| Kamen Rider: SummonRide                                      | Action-RPG Hack 'n' slash                | Bandai Namco Games                                  | Eighting                                     | 8 décembre 2014   | NC                | NC                |        |
| Kirby et le Pinceau arc-en-ciel                              | Plates-formes                            | Nintendo                                            | HAL Laboratory                               | 22 janvier 2015   | 20 février 2015   | 8 mai 2015        |        |
| Kung Fu Panda : Le Choc des Légendes                         | Combat                                   | Little Orbit                                        | Vicious Cycle Software                       | NC                | 15 décembre 2015  | 15 décembre 2015  |        |
| La Grande Aventure Lego, le jeu vidéo                        | Action-aventure                          | Warner Bros. Interactive Entertainment              | Traveller's Tales                            | 6 novembre 2014   | 7 février 2014    | 14 février 2014   |        |
| Legend of Kay Anniversary                                    | Action-aventure                          | Nordic Games                                        | Unit 4 Games                                 | NC                | 28 juillet 2015   | 28 juillet 2015   |        |
| Lego Batman 2: DC Super Heroes                               | Action-aventure                          | Warner Bros. Interactive Entertainment              | Traveller's Tales                            | NC                | 21 mai 2013       | 21 mai 2013       |        |
| Lego Batman 3 : Au-delà de Gotham                            | Action-aventure                          | Warner Bros. Interactive Entertainment              | Traveller's Tales                            | 2 avril 2015      | 11 novembre 2014  | 14 novembre 2014  |        |
| Lego City Undercover                                         | Action-aventure                          | Nintendo                                            | Traveller's Tales                            | 25 juillet 2013   | 18 mars 2013      | 28 mars 2013      | [ 28 ] |
| Lego Dimensions                                              | Action-aventure                          | Warner Bros. Interactive Entertainment              | Traveller's Tales                            | NC                | 27 septembre 2015 | 29 septembre 2015 |        |
| Lego Jurassic World                                          | Action-aventure                          | Warner Bros. Interactive Entertainment              | Traveller's Tales                            | 5 novembre 2015   | 12 juin 2015      | 12 juin 2015      |        |
| Lego Marvel Super Heroes                                     | Action-aventure                          | Warner Bros. Interactive Entertainment              | Traveller's Tales                            | 22 janvier 2014   | 22 octobre 2013   | 15 novembre 2013  |        |
| Lego Marvel's Avengers                                       | Action-aventure                          | Warner Bros. Interactive Entertainment              | Traveller's Tales                            | 26 janvier 2016   | 26 janvier 2016   | 29 janvier 2016   |        |
| Lego Le Hobbit                                               | Action-aventure                          | Warner Bros. Interactive Entertainment              | Traveller's Tales                            | NC                | 8 avril 2014      | 11 avril 2014     |        |
| Lego Star Wars : Le Réveil de la Force                       | Action-Aventure                          | Warner Bros. Interactive Entertainment              | Traveller's Tales                            | 13 octobre 2016   | 28 juin 2016      | 28 juin 2016      | [ 29 ] |
| Les Cinq Légendes                                            | Action-Aventure                          | D3 Publisher                                        | Torus Games                                  | NC                | 4 décembre 2012   | 14 décembre 2012  | [ 30 ] |
| Madden NFL 13                                                | Sport                                    | EA Sports                                           | EA Tiburon                                   | NC                | 18 novembre 2012  | NC                |        |
| Mario et Sonic aux Jeux olympiques d'hiver de Sotchi 2014    | Sport                                    | Nintendo Sega                                       | Nintendo SPD Sega Sports R&D                 | 5 décembre 2013   | 15 novembre 2013  | 8 novembre 2013   | [ 31 ] |
| Mario et Sonic aux Jeux olympiques de Rio 2016               | Sport                                    | Nintendo                                            | Sega Sports R&D                              | 23 juin 2016      | 24 juin 2016      | 24 juin 2016      | [ 32 ] |
| Mario Kart 8                                                 | Course                                   | Nintendo                                            | Bandai Namco Games Nintendo EAD              | 29 mai 2014       | 30 mai 2014       | 30 mai 2014       | [ 33 ] |
| Mario Party 10                                               | Party game                               | Nintendo                                            | Nd Cube                                      | 12 mars 2015      | 20 mars 2015      | 20 mars 2015      | [ 34 ] |
| Mario Tennis: Ultra Smash                                    | Tennis                                   | Nintendo                                            | Camelot Software Planning                    | 28 janvier 2016   | 20 novembre 2015  | 20 novembre 2015  | [ 35 ] |
| Mario vs. Donkey Kong: Tipping Stars                         | Réflexion                                | Nintendo                                            | Nintendo Software Technology                 | 19 mars 2015      | 5 mars 2015       | 20 mars 2015      | [ 36 ] |
| Marvel Avengers: Battle for Earth                            | Action                                   | Ubisoft                                             | Ubisoft Montréal                             | NC                | 4 décembre 2012   | 24 janvier 2013   |        |
| Mass Effect 3 : Édition spéciale                             | Action-RPG                               | Electronic Arts                                     | BioWare                                      | 8 décembre 2012   | 18 novembre 2012  | 30 novembre 2012  |        |
| Mighty No. 9                                                 | Action Plates-formes                     | Deep Silver Spike Chunsoft                          | Comcept Inti Creates                         | 21 juin 2016      | 21 juin 2016      | 24 juin 2016      | [ 37 ] |
| Monster High : 13 Souhaits                                   | Action                                   | Little Orbit Namco Bandai Games                     | Little Orbit                                 | NC                | 29 octobre 2013   | 22 novembre 2013  |        |
| NBA 2K13                                                     | Sport                                    | 2K Sports                                           | Visual Concepts                              | NC                | 2 octobre 2012    | 5 octobre 2012    |        |
| Need for Speed: Most Wanted                                  | Course                                   | Electronic Arts                                     | Criterion Games                              | NC                | 30 octobre 2012   | 2 novembre 2012   |        |
| NES Remix Pack                                               | Arcade                                   | Nintendo                                            | indieszero Nintendo EAD                      | 24 avril 2014     | 5 décembre 2014   | NC                |        |
| New Super Luigi U                                            | Plates-formes                            | Nintendo                                            | Nintendo EAD                                 | 13 juillet 2013   | 25 août 2013      | 26 juillet 2013   |        |
| New Super Mario Bros. U                                      | Plates-formes                            | Nintendo                                            | Nintendo EAD                                 | 8 décembre 2012   | 18 novembre 2012  | 30 novembre 2012  | [ 38 ] |
| Ninja Gaiden 3: Razor's Edge                                 | Beat them all                            | Koei Tecmo                                          | Team Ninja                                   | 8 décembre 2012   | 18 novembre 2012  | 11 janvier 2013   |        |
| Nintendo Land                                                | Party game                               | Nintendo                                            | Nintendo EAD                                 | 8 décembre 2012   | 18 novembre 2012  | 30 novembre 2012  |        |
| One Piece: Unlimited World Red                               | Action-Aventure                          | Bandai Namco Games                                  | Ganbarion                                    | 12 juin 2014      | 8 juillet 2014    | 27 juin 2014      | [ 39 ] |
| Paper Mario: Color Splash                                    | RPG                                      | Nintendo                                            | Intelligent Systems                          | 13 octobre 2016   | 7 octobre 2016    | 7 octobre 2016    | [ 40 ] |
| Puyo Puyo Tetris                                             | Puzzle                                   | Sega                                                | Sonic Team                                   | 6 février 2014    | NC                | NC                |        |
| Rapala Pro Bass Fishing                                      | Simulation                               | Activision                                          | Fun Labs                                     | NC                | 4 décembre 2012   | NC                |        |
| Rayman Legends                                               | Plates-formes                            | Ubisoft                                             | Ubisoft Montpellier                          | 17 octobre 2013   | 3 septembre 2013  | 30 août 2013      | [ 41 ] |
| Resident Evil: Revelations                                   | Survival horror                          | Capcom                                              | Capcom TOSE                                  | 23 mai 2013       | 21 mai 2013       | 24 mai 2013       | [ 42 ] |
| Rodea the Sky Soldier                                        | Action                                   | Kadokawa Shoten NIS America                         | Kadokawa Games Prope                         | 2 avril 2015      | 10 novembre 2015  | 13 novembre 2015  |        |
| Ryū ga Gotoku 1 & 2: HD Edition                              | Action-Aventure                          | Sega                                                | Sega                                         | 8 août 2013       | NC                | NC                |        |
| Scribblenauts Unlimited                                      | Action Réflexion                         | Nintendo Warner Bros. Interactive Entertainment     | 5th Cell                                     | NC                | 18 novembre 2012  | 6 décembre 2013   |        |
| Scribblenauts Unmasked: A DC Comics Adventure                | Action Réflexion                         | Warner Bros. Interactive Entertainment              | 5th Cell                                     | NC                | 24 septembre 2013 | NC                |        |
| Shantae: Half-Genie Hero                                     | Plates-formes                            | Marvelous USA                                       | Inti Creates WayForward Technologies         | NC                | 20 décembre 2016  | NC                | [ 43 ] |
| Shmup Collection                                             | Shoot 'em up                             | JoshProd PixelHeart                                 | Astro Port Storybird                         | NC                | NC                | 15 mai 2020       |        |
| Shovel Knight                                                | Plates-formes                            | Yacht Club Games                                    | Yacht Club Games                             | 30 juin 2016      | 26 juin 2014      | 5 novembre 2014   |        |
| Sing Party                                                   | Musique                                  | Nintendo                                            | FreeStyleGames Nintendo SPD                  | NC                | 18 novembre 2012  | 18 janvier 2013   |        |
| Skylanders: Giants                                           | Action                                   | Activision Square Enix                              | Vicarious Visions                            | NC                | 18 novembre 2012  | 30 novembre 2012  |        |
| Skylanders: Imaginators                                      | Jeu d'action                             | Activision                                          | Toys for Bob                                 | NC                | 16 octobre 2016   | 14 octobre 2016   |        |
| Skylanders: Spyro's Adventure                                | Action-Aventure Plates-formes RPG        | Square Enix                                         | Toys for Bob                                 | 12 juillet 2013   | NC                | NC                |        |
| Skylanders: SuperChargers                                    | Action-Aventure Course Plates-formes RPG | Activision                                          | Vicarious Visions                            | NC                | 20 septembre 2015 | 25 septembre 2015 |        |
| Skylanders: Swap Force                                       | Action-Aventure Plates-formes RPG        | Activision                                          | Vicarious Visions                            | NC                | 13 octobre 2013   | 18 octobre 2013   |        |
| Skylanders: Trap Team                                        | Action-Aventure Plates-formes RPG        | Activision                                          | Toys for Bob                                 | NC                | 5 octobre 2014    | 10 octobre 2014   |        |
| Sniper Elite V2                                              | Infiltration Tir tactique                | 505 Games Ubisoft                                   | Rebellion Developments                       | 18 juillet 2013   | 24 mai 2013       | 21 mai 2013       |        |
| Sonic and All-Stars Racing Transformed                       | Course                                   | Sega                                                | Sumo Digital                                 | 15 mai 2014       | 18 novembre 2012  | 30 novembre 2012  |        |
| Sonic Boom : L'Ascension de Lyric                            | Action-Aventure                          | Sega                                                | Big Red Button Entertainment                 | 18 décembre 2014  | 11 novembre 2014  | 21 novembre 2014  |        |
| Sonic Lost World                                             | Plates-formes                            | Nintendo Sega                                       | Sonic Team                                   | 24 octobre 2013   | 29 octobre 2013   | 18 octobre 2013   | [ 44 ] |
| Splatoon                                                     | TPS                                      | Nintendo                                            | Nintendo EAD                                 | 28 mai 2015       | 29 mai 2015       | 29 mai 2015       | [ 45 ] |
| Sports Connection                                            | Sport                                    | Ubisoft                                             | Ubisoft Barcelona                            | 20 décembre 2012  | 18 novembre 2012  | 30 novembre 2012  |        |
| Star Fox Guard                                               | Tower defense                            | Nintendo                                            | Nintendo EPD PlatinumGames                   | 21 avril 2016     | 22 avril 2016     | 22 avril 2016     |        |
| Star Fox Zero                                                | Shoot 'em up                             | Nintendo                                            | Nintendo EPD PlatinumGames                   | 21 avril 2016     | 22 avril 2016     | 22 avril 2016     |        |
| SteamWorld Collection                                        | Action-Aventure                          | Image & Form                                        | Image & Form                                 |                   |                   |                   |        |
| Super Mario 3D World                                         | Plates-formes                            | Nintendo                                            | Nintendo EAD                                 | 21 novembre 2013  | 22 novembre 2013  | 29 novembre 2013  | [ 46 ] |
| Super Mario Maker                                            | Plates-formes                            | Nintendo                                            | Nintendo EAD                                 | 10 septembre 2015 | 11 septembre 2015 | 11 septembre 2015 | [ 47 ] |
| Super Smash Bros. for Wii U                                  | Combat                                   | Nintendo                                            | Bandai Namco Entertainment Sora              | 6 décembre 2014   | 21 novembre 2014  | 28 novembre 2014  | [ 48 ] |
| Taiko no Tatsujin: Atsumete ☆ Tomodachi Daisakusen!          | Rythme                                   | Bandai Namco Games                                  | Bandai Namco Games                           | 26 novembre 2015  | NC                | NC                |        |
| Taiko no Tatsujin: Tokumori!                                 | Rythme                                   | Bandai Namco Games                                  | Bandai Namco Games                           | 20 novembre 2014  | NC                | NC                |        |
| Taiko no Tatsujin: Wii U Version                             | Rythme                                   | Namco                                               | Bandai Namco Games                           | 21 novembre 2013  | NC                | NC                |        |
| Tank! Tank! Tank!                                            | Action Simulation                        | Bandai Namco Games                                  | Bandai Namco Games                           | 21 février 2013   | 18 novembre 2012  | 30 novembre 2012  |        |
| Tekken Tag Tournament 2: Wii U Edition                       | Combat                                   | Namco Bandai Games                                  | Namco Bandai Games                           | 8 décembre 2012   | 18 novembre 2012  | 30 novembre 2012  |        |
| Terraria                                                     | Aventure Bac à sable                     | 505 Games                                           | Re-Logic                                     | 15 septembre 2016 | 16 juin 2016      | 24 juin 2016      | [ 49 ] |
| Teslagrad                                                    | Plates-formes                            | Rain Games                                          | Rain Games                                   | 11 mars 2015      | 11 septembre 2014 | 8 mai 2015        |        |
| The Amazing Spider-Man                                       | Action                                   | Activision                                          | Beenox                                       | NC                | 5 mars 2013       | 8 mars 2013       |        |
| The Amazing Spider-Man 2                                     | Action                                   | Activision                                          | Beenox                                       | NC                | 29 avril 2014     | 2 mai 2014        |        |
| The Book of Unwritten Tales 2                                | Aventure Pointer-et-cliquer              | Nordic Games                                        | King Art                                     | NC                | 7 juin 2016       | 7 juin 2016       |        |
| The Lapins Crétins Land                                      | Party game                               | Ubisoft                                             | Ubisoft                                      | 6 juin 2013       | 18 novembre 2012  | 30 novembre 2012  |        |
| The Legend of Zelda: Breath of the Wild                      | Action-Aventure                          | Nintendo                                            | Nintendo EPD                                 | 3 mars 2017       | 3 mars 2017       | 3 mars 2017       | [ 50 ] |
| The Legend of Zelda: Twilight Princess HD                    | Action-Aventure                          | Nintendo                                            | Nintendo EPD Tantalus Media                  | 10 mars 2016      | 4 mars 2016       | 4 mars 2016       |        |
| The Legend of Zelda: The Wind Waker HD                       | Action-Aventure                          | Nintendo                                            | Nintendo EAD                                 | 26 septembre 2013 | 4 octobre 2013    | 4 octobre 2013    |        |
| The Walking Dead: Survival Instinct                          | FPS                                      | Activision                                          | Terminal Reality                             | NC                | 19 mars 2013      | 22 mars 2013      |        |
| The Wonderful 101                                            | Action                                   | Nintendo                                            | Nintendo SPD PlatinumGames                   | 24 août 2013      | 15 septembre 2013 | 23 août 2013      |        |
| Tokyo Mirage Sessions ♯FE                                    | RPG                                      | Nintendo                                            | Atlus Intelligent Systems                    | 26 décembre 2015  | 24 juin 2016      | 24 juin 2016      | [ 51 ] |
| Tom Clancy's Splinter Cell: Blacklist                        | Infiltration                             | Ubisoft                                             | Ubisoft Shanghai                             | 5 septembre 2013  | 20 août 2013      | 22 août 2013      | [ 52 ] |
| Transformers: Prime - The Game                               | Beat them all                            | Activision                                          | Now Production                               | NC                | 18 novembre 2012  | 30 novembre 2012  | [ 53 ] |
| Transformers: Rise of the Dark Spark                         | TPS                                      | Activision                                          | Edge of Reality                              | NC                | 24 juin 2014      | 24 juin 2014      | [ 54 ] |
| Turbo : Équipe de Cascadeurs                                 | Action                                   | D3 Publisher                                        | Monkey Bar Games                             | NC                | 16 juillet 2013   | 11 octobre 2013   | [ 55 ] |
| Warriors Orochi 3 Hyper                                      | Hack 'n' slash                           | Koei Tecmo Holdings                                 | Omega Force                                  | 8 décembre 2012   | 18 novembre 2012  | 30 novembre 2012  | [ 56 ] |
| Watch Dogs                                                   | Action-Aventure Infiltration             | Ubisoft                                             | Ubisoft Montréal                             | 4 décembre 2014   | 18 novembre 2014  | 21 novembre 2014  | [ 57 ] |
| Wii Fit U                                                    | Simulation-Sport                         | Nintendo                                            | Nintendo EAD                                 | 1er février 2014  | 10 janvier 2014   | 13 décembre 2013  | [ 58 ] |
| Wii Party U                                                  | Party game                               | Nintendo                                            | Nd Cube Nintendo SPD                         | 31 octobre 2013   | 25 octobre 2013   | 25 octobre 2013   | [ 59 ] |
| Wii Sports Club                                              | Sport                                    | Nintendo                                            | Bandai Namco Games Nintendo EAD Nintendo SPD | 30 octobre 2013   | 7 novembre 2013   | 7 novembre 2013   | [ 60 ] |
| Wipeout Create & Crash                                       | Action                                   | Activision                                          | Behaviour Interactive                        | NC                | 15 octobre 2013   | NC                | [ 61 ] |
| Xenoblade Chronicles X                                       | Action-RPG                               | Nintendo                                            | Monolith Soft                                | 29 avril 2015     | 4 décembre 2015   | 4 décembre 2015   | [ 62 ] |
| Yo-Kai Watch Dance: Just Dance Special Version               | Rythme                                   | Level-5 Ubisoft                                     | Level-5 Ubisoft                              | 5 décembre 2015   | NC                | NC                | [ 63 ] |
| Yoshi's Woolly World                                         | Plates-formes                            | Nintendo                                            | Good-Feel                                    | 16 juillet 2015   | 6 octobre 2015    | 26 juin 2015      | [ 64 ] |
| Your Shape: Fitness Evolved 2013                             | Sport                                    | Ubisoft                                             | Blue Byte                                    | NC                | 18 novembre 2012  | 30 novembre 2012  | [ 65 ] |
| ZombiU                                                       | Action-Aventure Survival horror          | Ubisoft                                             | Ubisoft Montpellier                          | 8 décembre 2012   | 18 novembre 2012  | 30 novembre 2012  | [ 66 ] |
| Zumba Fitness: World Party                                   | Rythme                                   | Zoë Mode                                            | Majesco Entertainment                        | 23 octobre 2014   | 5 novembre 2013   | 22 novembre 2013  | [ 67 ] |

- Haut – A
- B
- C
- D
- E
- F
- G
- H
- I
- J
- K
- L
- M
- N
- O
- P
- Q
- R
- S
- T
- U
- V
- W
- X
- Y
- Z

## C
- Cabela's Big Game Hunter: Pro Hunts
- Cabela's Dangerous Hunts 2013
- Cocoto Magic Circus 2 (Exclu)
- Les Croods : Fête Préhistorique

## D
- Disney Infinity 2.0: Marvel Super Heroes
- Disney Infinity 3.0
- Disney Planes: Fire & Rescue
- Dragons 2

## F
- F1 Race Stars: Powered Up Edition
- Falling Skies: The Game
- Famicom Remix 1+2
- Family Party : 30 Great Games Obstacle Arcade (Exclu)
- Fast and Furious: Showdown
- Fujiko F. Fujio Characters: Daishuugou! SF Dotabata Party! (J)

## G
- Game Party Champions (Exclu)
- Giana Sisters: Twisted Dreams – Director's Cut (AN)
- Ginsei Shogi: Kyoutendo Toufuu Raijin (J)
- Gotouchi Tetsudou: Gotouchi Kyara to Nihon Zenkoku no Tabi (J)

## M
- Medium
- Minecraft: Wii U Edition
- Monster Hunter 3 Ultimate
- Monster Hunter Frontier G Beginners (J, AN)
- Monster Hunter Frontier GG Premium Package (J, AN)
- Monster Hunter Frontier G Memorial Package (J, AN)
- Monster Hunter Frontier G5 (J, AN)
- Monster Hunter Frontier G6 (J, AN)
- Monster Hunter Frontier G7 (J, AN)
- Monster Hunter Frontier G8 (J, AN)
- Musou Orochi 2 Hyper J

## P
- Pac-Man et les aventures de fantômes
- Pac-Man et les Aventures de fantômes 2
- Phineas and Ferb: Quest for Cool Stuff (Exclu, AN)
- Les Pingouins de Madagascar
- Planes
- Planes 2
- Pokkén Tournament
- Professional Farmer 2016
- Project Zero : La Prêtresse des Eaux noires

## S
- Les Schtroumpfs 2
- Sangokushi 12 (J)
- Shin Hokuto Musou (J)
- Snoopy : La Belle Aventure